# Номериране на автомобилни модели в СССР и Русия
Стандартизирано номериране на автомобилни модели  се е използва в СССР и Русия. Използвайки сегашната система за номериране е възможно да се определи типа на превозното средство и обема на двигателя. Сегашната система за номериране е представена в средата на 70-те. Подобна система се използва и в Китай.

## Старата система за номериране
Старата система се е използвала от 50-те до средата на 70-те.
Според старата система се използват името на производителя и до 3 цифри. Всеки производител получава интервал от цифри. Интервалите са:
| Интервал  | Завод                     | Пример              |
| --------- | ------------------------- | ------------------- |
| 1 – 99    | ГАЗ                       | ГАЗ-14              |
| 100 – 199 | ЗИЛ                       | ЗИЛ-130             |
| 200 – 299 | ЯАЗ, КрАЗ                 | КрАЗ-258            |
| 300 – 399 | УралАЗ                    | УралАЗ-375          |
| 400 – 450 | МЗМА (АЗЛК)               | МЗМА-412            |
| 450 – 499 | УАЗ                       | УАЗ-452, УАЗ-469    |
| 500 – 599 | МАЗ, БелАЗ                | МАЗ-500, БелАЗ-640м |
| 600 – 649 | КАЗ                       |                     |
| 650 – 699 | автобуси - ПАЗ, ЛИАЗ, ЛАЗ |                     |
| 700 – 999 | ЗАЗ, RAF                  |                     |

## Сегашната система за номериране
Сегашната система за номериране е представена в средата на 70-те и все още се използва в Русия въпреки че не е задължителна за производителите.
Сполед системата се използва името на производителя (примерно ВАЗ) и номер на модела (примерно 2107). Първата цифра на модела отговаря за класа. За автомобилите се използва обема на двигателя за да се определи класа:
| Начална цифра | Обем на двигателя   |
| ------------- | ------------------- |
| 1             | до 1200 cm³         |
| 2             | 1200 cm³ – 1800 cm³ |
| 3             | 1800 cm³ – 3200 cm³ |
| 4             | повече от 3500 cm³  |

За камиони се използва теглото:
| Първа буква | Тегло               |
| ----------- | ------------------- |
| 1           | до 1200 kg          |
| 2           | 1200 kg – 2000 kg   |
| 3           | 2000 kg – 8000 kg   |
| 4           | 8000 kg – 14000 kg  |
| 5           | 14000 kg – 20000 kg |
| 6           | 20000 kg – 40000 kg |
| 7           | повече от 40000 kg  |

За автобуси се използва дължината:
| First digit | Length      |
| ----------- | ----------- |
| 2           | До 5 m      |
| 3           | 6 – 7.5 m   |
| 4           | 8 – 9.5 m   |
| 5           | 10.5 – 12 m |
| 6           | над 16 m    |

Втората цифра означава типа на превозното средство:
| Втора цифра | Тип        |
| ----------- | ---------- |
| 1           | автомобил  |
| 2           | автобус    |
| 3           | камион     |
| 4           | влекач     |
| 5           | самосвал   |
| 6           | цистерна   |
| 7           | ван        |
| 8           | резервиран |
| 9           | специален  |

Третата и четвъртата цифра са за модела. Петата цифра е по избор и се използва за да се определят различни модификации на един и същи модел. Шеста цифра се използва за износните автомобили.

### Пример
ВАЗ-21063: Е превозно средство произведено от ВАЗ, с обем на двигателя от 1200 cm³ до 1800 cm³ (2), което е автомобил (1), с моделен ред 06 (06) и модификация 3 (3).

## Бъдещето на системата
Бъдещето на системата остава неясно. Някои производители я използват, някои не. Например, АвтоВАЗ не спазва стандарта с новия модел Лада Калина като изпуска първата цифра "2" и ги номерира като 1117, 1118 и 1119.